# Yanacona
Yanacona, indijanski narod naseljen u Kolumbiji u departmanu Cauca, danas na rezervatima Resguardo de Guachicono (u općini La Vega); Resguardo de Caquiona; Resguardo de Pancitará; Resguardo de San Sebastián; i Resguardo de Río Blanco. Različitog su porijekla, a u ovaj kraj Kolumbije preseljeni su još od starih Inka. Populacija im iznosi 19.623 (Arango & Sánchez 1998) a naseljeni su po brojnim selima. Danas se služe španjolskim jezikom.

## Sela
a) Resguardo de Guachicono: Buenavista, Alto de la Playa, El Arado, La Esperanza, Bellones, Cajibío, Barbillas, Río Negro, Nueva Providencia i Alto de las Palmas;
b) Resguardo de Caquiona: Balcón Cruz, Cerro Alto, Estoraque, El Pueblo, Guambial, Dominguillo, Rosapamba, Gabrielas, Loma Larga, Hato Viejo, Hato Humus, Potrero i El Pindio;
c) Resguardo de Pancitará: Julián, Rodrigos, Ledezma, La Zanja, El Potrero, Chaupiloma, Ciruelos, El Higuerón, La Bajada, Bellones, Barbillas i Pradero;
d) Resguardo de San Sebastián: Cruz Chiquita, Cerrillos, Marmato, Campoalegre, Florida Samango, Barbillas i Minas;
e) Resguardo de Río Blanco: Pueblo Quemado, La Floresta, Salinas, Chapiloma, Mambiloma, Barrial i Las Cabras;
Ostala sela: La Meseta, Providencia, El Salero, Santa Marta, Campo Bello, Frontino Alto, Frontino Bajo, El Guindal, La Cuchilla Baja, Zabaletas.